# Військово-морська обсерваторія США
Військово-морська обсерваторія США — астрономічна обсерваторія, заснована 1842 року в м. Вашингтон (округ Колумбія), США. 
З 1974 року на території обсерваторії розташовується офіційна резиденція віцепрезидента США. 
З 1988 року є оперативним центром Міжнародної служби обертання Землі.

## Керівники обсерваторії
- Louis M. Goldsborough[en]
- Edwin Taylor Pollock[en]
- 1963 - 1977 - Кай Стренд - науковий керівник обсерваторії
- 1977 - 1993 - Ґарт Вестергут - науковий керівник обсерваторії

## Історія обсерваторії
Обсерваторія була створена 6 грудня 1830 року[джерело?] як місце для ремонту навігаційних приладів. 1842 року Конгрес США виділив на створення Національної обсерваторії 25 000 доларів США. 1843 року було споруджено будівлю старої військово-морської обсерваторії США. Спостереження на цьому місці проводилися до 1893 року, коли була збудована сучасна будівля обсерваторії. 1955 року в зв'язку зі зростанням засвічення у Вашингтоні було створено станцію Флагстафф[джерело?]. Основним завданням обсерваторії у другій половині 19 століття стала передача сигналів точного часу для морських суден та громадянського населення[джерело?]. Також Військово-морська обсерваторія США бере участь у роботі спостережної станції Андерсон-Меса. Південну частину небесної сфери для каталогу всього неба спостерігали на меридіанному крузі Військово-морської обсерваторії США у Обсерваторії ім. Фелікса Агілара (Аргентина).

## Інструменти обсерваторії
- 66-см рефрактор Кларка (F=13м) — перевезений зі старої обсерваторії[4]
- 40-дюймовий (102 см) телескоп Річі (1934 рік) — перевезений на станцію Флагстафф[4]
- 12-дюймовий рефрактор

## Напрямки досліджень
- Позиційні виміри (астрономічна навігація)
- GPS-час
- РНДБ-спостереження квазарів для створення інерційної системи відліку
- Параметри обертання Землі
- Астрометрія
- Створення зоряних каталогів (USNO)

## Основні досягнення
- У листопаді 1913 року Паризька обсерваторія, використовуючи Ейфелеву вежу, як антену, і Військово-морська обсерваторія обмінялися стійкими радіосигналами для точного визначення відмінності довгот.
- Відкриття астероїдів. Ось деякі із них: (536) Мерапі, (886) Вашингтонія и (980) Анакостія

## Відомі співробітники
- 1884 (?) — 1923 — Горас Парнелл Таттл
- Джеймс Вальтер Крісті
- Джордж Генрі Пітерс
- Бенджамін Апторп Гулд
- Томас Джефферсон Джексон Сі
- Christian de Vegt[de]
- Webster Clay Ball[de]
- James L. Hilton[en]
- Steven J. Dick[en]
- Бенджамін Босс[en]
- Tom Van Flandern[en]
- Charles Howard Hinton
- Джералд Клеменс
- George C. Day[en]
- Сірс Кук Волкер
- Саймон Ньюком

## Адреса
- 3450 Massachusetts Ave, NW, Washington, DC 20392-5420